# Matthew Vaughn
Matthew Vaughn (Londen, 7 maart 1971) is een Britse filmregisseur en -producer. Als regisseur is hij bekend van films als Layer Cake, Kick-Ass en X-Men: First Class.

## Carrière
Matthew Vaughn studeerde in Engeland af aan Stowe School. Vervolgens reisde hij een jaar lang de wereld rond. Zo zat hij op een gegeven moment in Los Angeles, waar hij als assistent-regisseur meewerkte aan enkele filmprojecten. Na een jaar reizen, keerde Vaughn terug naar zijn geboorteland, waar hij antropologie en geschiedenis begon te studeren aan University College London. Na enkele weken gaf hij zijn studies op en keerde hij terug naar Los Angeles om er een filmcarrière te beginnen.
Nadien keerde Vaughn terug naar Engeland, waar hij in 1996 als producer meewerkte aan de thriller The Innocent Sleep. Later werd hij de producer van Lock, Stock and Two Smoking Barrels en Snatch, twee films van zijn goede vriend Guy Ritchie. De films werden een groot succes en lanceerden zowel de carrière van Vaughn als die van Ritchie.
Vaughn bleef vooral als producer actief en regisseerde pas in 2004 zijn eerste film. De Britse misdaadfilm Layer Cake met Daniel Craig in de hoofdrol werd een succes, waardoor Vaughn werd aangeduid als de regisseur van X-Men: The Last Stand. Vaughn stapte uiteindelijk twee weken voor het begin van de opnames op. Regisseur Brett Ratner nam zijn taak over.
Zijn twee volgende filmprojecten waren de fantasyfilm Stardust en Kick-Ass, een verfilming van het gelijknamige stripverhaal van Mark Millar. Vaughn kwam ook in aanmerking voor de regie van Thor, maar liet dat project uiteindelijk vallen.
In 2011 regisseerde Vaughn de prequel X-Men: First Class.

## Privé
In 2002 trouwde Vaughn met het Duitse fotomodel Claudia Schiffer. De twee hebben samen drie kinderen.

## Filmografie

### Als producer
- The Innocent Sleep (1996)
- Lock, Stock and Two Smoking Barrels (1998)
- Lock, Stock... (televisie) (2000)
- Snatch (2000)
- Mean Machine (2001)
- Swept Away (2002)
- Make My Day (televisie) (2003)
- Swag (televisie) (2003)
- Layer Cake (2004)
- Stardust (2007)
- Harry Brown (2009)
- Kick-Ass (2010)
- The Debt (2010)
- Kick-Ass 2 (2013)
- Kingsman: The Secret Service (2014)
- Fantastic Four (2015)

### Als regisseur
- Layer Cake (2004)
- Stardust (2007)
- Kick-Ass (2010)
- X-Men: First Class (2011)
- Kingsman: The Secret Service (2014)
- Kingsman: The Golden Circle (2017)
- The King's Man (2021)
- Argylle (2024)

- Bibsys: 2044033
- Biblioteca Nacional de España: XX1490477
- Bibliothèque nationale de France: cb15067544s (data)
- Gemeinsame Normdatei: 131531077
- International Standard Name Identifier: 0000 0001 1471 5638
- Library of Congress Control Number: no2003003730
- MusicBrainz: ec7d556b-46f0-467e-a4b4-573a7ebd2fb4
- Nationale Bibliotheek van Tsjechië: xx0079855
- Nationale Bibliotheek van Israël: 987007361487205171
- Nationale Bibliotheek van Polen: a0000001974492
- Nederlandse Thesaurus van Auteursnamen: 287503658
- Istituto Centrale per il Catalogo Unico: UBOV024579
- SNAC: w6p96rst
- Système universitaire de documentation: 114355959
- Trove: 1458086
- Virtual International Authority File: 44590703
- WorldCat: E39PBJbtmTkTpwd9jmmQddFR8C